# 朝比奈ななせ
朝比奈 ななせ（あさひな ななせ、2000年9月6日 - ）は、日本のAV女優。ティーパワーズ所属。

## 略歴
2020年3月、SODクリエイトのレーベル「SODstar」専属女優としてAVデビュー。
2021年2月発売の作品をもって専属を終了し、以降は企画単体女優として活動。

## 人物
岐阜県出身。
特技はバレーボール（歴5年）、趣味は音楽鑑賞。
小中一貫校に通い、5〜6年の担任だった男の先生が好きになり優等生にならなければと勉強を頑張ったことで中学1年の1学期の期末テストで学年1位を取り、その後も一桁の順位が当たり前になり偏差値の高い高校に進学できた。
小学5・6年の時にオナニーを覚え、中学2年の時にベッドの上でM字開脚してクリトリスを触って潮を吹いたことがあった。
初体験は高校3年の時で、相手は遠距離恋愛だった年上の初めての彼氏。経験人数は2人。
子供頃はタレントやアーティストといった職業に憧れていたが、自分の人生で自分に嘘をつきたくないと思い、欲望のまま本能のままになりゆきでいこうと考えAV女優を選んだ。

## 出演作品

### アダルトDVD

#### 2020年
- 朝比奈ななせ AV DEBUT（3月12日、SODクリエイト）
- 19歳の性感開発 4本番 初・体・験 3時間OVER（4月9日、SODクリエイト）
- 恥汁まみれ 唾液・汗・潮・ヨダレだくだく敏感イキまくりエビ反りFUCK（5月8日、SODクリエイト）
- 大きな亀頭で子宮口ほじくり性交（6月11日、SODクリエイト）
- 生意気な幼馴染と二人きり同棲性活（7月9日、SODクリエイト）
- 制服美少女とずっぽり性交 中年のおじさんと朝から晩まで…（8月27日、SODクリエイト）
- ニコニコ笑顔でザーメンを受け止めてくれる 部員専用おしゃぶり女子マネージャー（9月24日、SODクリエイト）
- 全身隈なくねっとり舐められながら密着性交（10月22日、SODクリエイト）
- なんかななせって、リア充で幸せそうでムカつくから好き放題レ×プしてもらったんだ。（11月26日、SODクリエイト）
- 偏差値72の元アイドル美少女がデカチンでイキ狂う! 限界イカセ 何回イっても止まらない巨根超絶激ピストン（12月24日、SODクリエイト）

#### 2021年
- テレワーク在宅勤務中の誰もいない会社のオフィスに彼氏持ち美人部下と二人きり… 9時出勤から17時定時、更に残業してまでず〜っとハメっぱなし勤務。締切を忘れるほどに何度も絶頂イキ狂い続けた!（1月21日、SODクリエイト）
- 朝比奈ななせ、SODstar卒業。 終わらない激ピストン絶頂 ノンストップ連続挿入 オール顔射15発スペシャル!!（2月25日、SODクリエイト）
- キモい!ダサい!童貞臭い! 軽蔑の視線でこき下ろしてくるナメくさった教え子を一晩中犯し続けた修学旅行の最終日（3月25日、kawaii*）
- 偏差値72、業界一真面目なハニカミAV女優 はじめてのナマ中出し（3月25日、本中）
- 「もうイッてるってばぁ!」状態で何度も中出し!（4月1日、ワンズファクトリー）
- 妻に嘘をついて教え子と一泊二日の温泉旅行に来てしまった。（4月7日、BeFree）
- 私、実は夫の上司に犯され続けてます…（4月13日、溜池ゴロー）
- 潮吹 Shiofuki（4月13日、無垢）
- 催眠術にかかったフリして無慈悲の挿入 ネクラ委員長をボコスカ生ハメ悪質教師（4月25日、ダスッ!）
- パパ活女子大生・ななせ おじ様の生ハメ調教性交で淫らに濡れる美白美乳ボディ（5月1日、Fitch）※「ななせ」名義
- 愛しのヤモリ先生 制服美少女と中年教師の変態的ベロキス中出し性交（5月19日、エムズビデオグループ）
- マグロ漁船から3ヵ月ぶりに帰ってきた禁欲明けの義父に一本釣りされてしまった私。（5月25日、マドンナ）
- 隣に住んでいる中年オヤジのねっとり愛撫に堕ちた美少女（6月7日、アタッカーズ）
- 朝比奈ななせレズ解禁 初レズは憧れの深田えいみちゃんといっしょ!（6月7日、ビビアン）
- リピート確定! 超可愛い新人エステ嬢はお触りNGでもすぐに手マンさせちゃう押しに弱過ぎ娘!イッても止めないエンドレスピストンにガクブル痙攣絶頂（6月19日、ROYAL）
- 密着騎乗位が凄すぎて何度も悶絶昇天してしまう本気でイチャLOVE中出しソープ 朝比奈ななせ（8月1日、ワンズファクトリー）
- オジサン大好き美少女のスケベな接吻とねっとりスローフェラチオと濃厚中出しSEX 朝比奈ななせ（8月19日、ROOKIE）

#### 2022年
- 新人OL 哀奴の無限奉仕 朝比奈ななせ（4月5日、アタッカーズ）
- 羞恥! 新任女教師が学習教材にされる男子校の性教育 生徒の目の前で無遠慮な指が膣に挿入される! プライドは崩壊するが、子宮の奥から愛液があふれ出る 8（5月12日、サディスティックヴィレッジ）
- 【ド痴女ナース3人が大好きなM男達を逆ナン回診!】～乳首・アナルを好き勝手、ニコニコいじらしく責めまくり、トロ顔男子に大興奮!ド痴女ナースのハーレムマジックミラークリニック～（7月7日、SODクリエイト）
- 羞恥! 新任ナース病棟着任前強制健康診断 研修医の実験台にさせられた私たち 2022夏（7月7日、サディスティックヴィレッジ）
- マジックミラー号ハードボイルドおま○こ丸出し拘束されたまま何度もイカされ絶頂潮吹き! 人生初の快感に火照りが止まらない素人娘はデカチンを見せつけられると連続生中出しも拒めない! 中出し合計14発 3（7月21日、サディスティックヴィレッジ）
- ネズミ講式 非道の連鎖! 下校中のお嬢様学校の女子○生! 巻き添えレイプ! 5 「自分だけ不幸だと明日から学校行けないよね? 嫌いな子をもっと痛い目に合わせちゃいなよ?」と、表面上は仲良しだけど、心の底ではクソ嫌いな’自称親友’を呼び出させ首絞め! 鬼イラマ! イカせる激ピスでエンドレス中出し（7月21日、サディスティックヴィレッジ）
- 彼女が2泊3日の旅行で居ない間に既婚者の元カノと3日間ハメまくったイケナイ純愛記録 朝比奈ななせ（8月12日、人妻花園劇場）
- 素人女子大生ガチナンパ! うすーいラップ一枚挟んで童貞君と素股体験してみませんか？すぐに破れて生ち●ぽがズボッ! 「Hはダメっ!」と戸惑う素人娘にそのまま中出ししちゃいました! 美人のみ選りすぐり6名5時間スペシャル（8月26日、赤面女子）
- 素人×ハメ撮りシロハメ 4610LIVEイキ過ぎ個人撮影 神イキ女子vs鬼マシンバイブ（11月23日、サディスティックヴィレッジ）
- アニメ研究サークルの紅一点ななせに催眠術かけたら性処理オナペットになっちゃったwww ドロドロ集団中田氏をキメてみんなでハッピーサークルだっピwww（12月8日、SODクリエイト）

#### 2023年
- ねぇ。いっぱいキスしようよ! Let’s kiss more! 朝比奈ななせ 沙月恵奈（1月10日、ビビアン）
- 田舎の喫茶店は暇すぎて3人のバイト娘の遊び道具にされちゃう僕はいつも精子が足りません… 朝比奈なな せ紺野ひかる 成沢きさき（1月26日、SODクリエイト）
- 『イッてるよね?』 チ●コ咥えたままイク美人 キスで濡れて、舌で感じるお嬢様と淫らなセックス 朝比奈ななせ（3月7日、S-Cute）
- 「いいんです！学校でイジメられても。だって家に帰ればイジメっ子たちが絶対してない濃厚なセックスをイジメられっ子同士でしているから…」2（6月13日、Hunter）

### アダルトVR
- 朝比奈ななせ 初VR 僕の彼女は顔良し頭良しの優等生! お泊り勉強会で問題を解くごとに秘密のご褒美! そして夜には内緒でエッチな勉強会♡（7月6日、SODクリエイト）
- 男性経験が少ないウブな彼女が俺のテクで潮吹きするまでのヤリまくりな数日間（8月6日、SODクリエイト）
- 「私のこと無視したのが悪いんだからねっ?」 小悪魔彼女が机の下から覗き込み誘惑VR テレワークどころじゃない! オンライン会議中にこっそりフェラから濃厚セックスまで7発射!!（11月16日、SODクリエイト）
- 教え子NTR 才色兼備でゼミ内トップの朝比奈が、俺(教授)の元にダメ彼氏の進級を懇願しにきたので、引き換えに身体を差し出させ、好き勝手抱いた。（12月10日、SODクリエイト）

- 僕の事が好き過ぎてあの手この手で朝の出社を阻もうとする彼女との激ラブモーニングルーティンSEX（2月18日、SODクリエイト）
- 即尺即ハメ限定の性処理女子校生 朝比奈ななせ（9月11日、KMPVR）
- 初出勤で何も知らない新人デリヘル嬢 断れないイカセ性感漬け絶頂ループ 朝比奈ななせ（9月24日、KMPVR-bibi-）

- 淫語×ノーモザイクディルドフェラ（5月16日、KMPVR）※オムニバス作品
- 出張マッサージを呼んだらあの有名AV女優『朝比奈ななせ』がやってきた! 男優泣かせの凄テクを惜しみなく使い萎える間もなく金玉カラッポになるまで何度も強制射精!【淫手コキ2発・口内射精・アナル責め・中出し3発】7発大量爆発射SEX（5月17日、こあらVR）
- 女子校生×Tバックデカ尻顔騎VR（5月21日、KMPVR）※オムニバス作品
- 【天井特化×地面特化】僕はAV女優寮の管理人!? どこを見ても美顔面＆美乳に溺れる常に3Pサンドイッチ×3回戦! 大槻ひびき 大浦真奈美 朝比奈ななせ（6月13日、SODクリエイト）
- 足裏顔騎 美女に踏まれたい人おいで（7月8日、KMPVR）※オムニバス作品
- 絡み合う濃厚接吻 ベロチュウVR（7月12日、KMPVR）※オムニバス作品

### ネット配信
- ななせ（2月19日、「イマジン」）

- 【糖度200%♪ 甘々ツンデレ天使】 田町駅でみつけたTHE甘党JD!! 可憐でみずみずしい笑顔と、まるでクリームのように甘～い舌使いで男をトロけさせるw 耳、乳首、クリ、中でイク!! ほぼ全身性感帯!! イキ狂いクリーム大放出、4発射!! 【女子大生のツボ、ぶっこみます!! #08】 ななせ 21歳 法学部3年生（3月5日、プレステージプレミアム）
- 【スタイルバツグン絶倫女子】 手マンで溢れる10代潮吹き! 責めても×2満足できない底なしの性欲! 駅弁立ちバック何でもありのピストン★パーティ♪ 昼間から露天風呂で開放感溢れる中出し! からのコスチェンでフリフリ少女に大変身! 馬乗りフェラで容赦なく喉奥を突くッ!! 3連続中出しで満足しやがれッッ!! 【超10代ちゃんNO.3】 ななせ 19歳 Vロガー（3月26日、プレステージプレミアム）
- 羞恥! 男子校の性教育教材として扱われる新任女教師 5 ～朝比奈ななせ編～（5月11日、サディヴィレナウ!）
- なな(1●) / かわいすぎてもはや顔面国宝のJ●【一限目】デート直後に人生初のラブホIN! 見つめてくるのが可愛すぎて思いっきり膣内射精♪【二限目】ラブホといえば「光る風呂」! 水しぶきたてながらバックで突き尽くす! 【課外授業】フリフリうさ耳パーカーを着てもらって、結合部丸見え背徳感ヤバヤバ騎乗位セックス!（5月12日、しろうとまんまん）
- 【イキっぱなしヤリっぱなしの1日! セックス三昧で計6発射!!】 4人で一緒に温泉街でダブルデート! 王様ゲームでイチャイチャしたら貸し切り混浴温泉! 浴室と部屋に分かれて中出しSEX&フェラ抜きゴックン! 最後は4人で入り乱れて2連中出し2連顔射!! 【しろうとハメ撮り＃すみれ＃18歳＃女子大生#ななせ#18歳#女子大生】（5月18日、MOON FORCE）
- 【潮でお清め大噴射♪シリーズ史上最もヤバい電波系JD in 十条】 心霊スポットに向かうオカルト系ニーソ美女をナンパしちゃいました。行きつけの廃墟に同行でチンチンに霊が憑いちゃった!? 濃厚フェラ抜き & お清めの大量潮吹きで悪霊退散!! 民泊に連れ込み部屋中潮まみれの中出し除霊SEX3射精!!! 【ダーツナンパin Tokyo♯ななせ♯21歳♯女子大生♯27投目】（6月17日、素人CLOVER）
- 【配信専用】ヌキ無し店なのに… 超過剰サービスで疲労も精子もぶっ飛ぶ!! リピート確定! 搾精メンズエステ ＃9（6月23日、ふぇちぽいんと）※オムニバス作品
- 志保（6月27日、素人参加バラエティ）
- 学級委員系のメガネっ娘を諭吉パワーでハメ撮り! 最初は芋女と思ったけれど、メガネとマスクを取ったらただの美少女でした!ww フェチのためにメガネアリナシどっちでもハメ撮り倒して背徳感をフルで浴びるドスケベ交尾! ななせ（7月10日、しろうとまんまん）
- 【死角なしの可愛さ! スタイル最強のJDとイチャラブSEX】 ミスコンファイナリストに輝いた最新令和女子大生と一緒にジャグジーに入るなりムラムラしちゃって人目気にせず屋外フェラ! パンツずらしスタイルで生挿入して正常位、騎乗位、バックの王道SEXで中出しフィニッシュ2連戦! 【しろうとハメ撮り＃ななせ＃21歳＃大学生】（7月20日、MOON FORCE）
- 都内進学校に通う美少女J○を拉致レイプ Vol.4 ターゲット 朝比奈ななせ（7月21日、サディヴィレナウ!）
- ななせさん（8月13日、俺の素人-Z-）
- せな（8月24日、シロハメ）
- 【なんだかエロい雰囲気を纏った美人メンエス嬢。しっとりとした肌のその中はやはり全部しっとりとしているのか?】 施術中、身体がずいぶん密着している。下半身も吸い付くように密着してくる。オイルでペチャペチャといやらしい音がするし、乳首もマッサージされて… もうだめ! お姉さんもオイルにまみれてテッカテカの激しい騎乗位。されるがまま中に発射! 朝比奈さん/ポーカーフェイスの裏でスケベに笑って客の乳首を弄ぶ施術師（8月26日、ドキュメントdeハメハメ）
- 世間知らずのセレブJD 快感に目覚めて潮吹きまくりのイキまくり!（9月16日、E★ナンパDX）
- 家まで送ってイイですか? case.207【橋本●奈似! 顔で抜ける美顔】黒髪ロングのCOOL美女だが…脳イキ! 脳覚醒! 瞳孔ガン開き… 目がイッ●る! 1秒間17回イキ! 常時絶頂トランス状態… 絶頂の向こう側SP⇒迷ったら左へ! 挿ったら中イキ! 測定不能! 推定無限大イキ! ⇒ イキ過ぎて「イクッ」って言えない⇒元彼が忘れられない… 今でも続く不思議な関係 みつきさん 24歳 ラウンジ嬢（10月7日、ドキュメンTV）
- 【配信専用】新「ちょ、待っ、え! こんなところで!?」 バレたらマズい場所で美少女がチ●ポをエッチに抜きまくり! 7（11月3日、ふぇちぽいんと）※オムニバス作品
- ななお（11月8日、シロハメ）

- ななせ（2月19日、S-CUTE）
- ななせ 2（2月24日、S-CUTE）
- のどか（3月1日、E★ナンパDX）
- 洗練された都会の女と見せかけて、地方から度々飲みに来てるだけという意味深な女。何しに来てるのかと言うと…男漁り。結局やるんかーいワンナイト！初対面の男の部屋で体中好きに触らせて、しゃぶって舐められて挿れさせる！尻にブッカケられても口内に出されても怒らない…。これぞ洗練された粋な遊び人！（6月2日、ドキュメントdeハメハメ）

### イメージDVD
- Nanase 夏草と天使（2020年12月17日、REbecca）

## 書籍・出版物

### デジタル写真集
- 朝比奈ななせ ザ・ベスト Vol.1（2021年5月22日、ソフト・オン・デマンド）
- 朝比奈ななせ ザ・ベスト Vol.2（2021年5月22日、ソフト・オン・デマンド）
- 朝比奈ななせ ザ・ベスト Vol.3（2021年5月22日、ソフト・オン・デマンド）

### 雑誌
- 週刊アサヒ芸能 2020年3月26日特大号（徳間書店） - 袋とじ「純真スレンダー S級新人Wデビュー」
- 月刊ソフト・オン・デマンド 4月号 VOL.7（ソフト・オン・デマンド） - インタビュー「注目娘インタビュー」
- 月刊FANZA 2020年5月号（ジーオーティー） - インタビュー「HATSUMONO!」
- 月刊ソフト・オン・デマンド 6月号 VOL.9（ソフト・オン・デマンド） - 表紙、巻頭グラビア
- 月刊ソフト・オン・デマンド 2月号増刊 月刊SOD PREMIUN 2020 グラビアスペシャル（ソフト・オン・デマンド） - グラビア
- 月刊ソフト・オン・デマンド 3月号 VOL.18（ソフト・オン・デマンド） - グラビア「綺麗なOLさんの裏の顔 働き女子特集」

## 出演

### テレビ
- 魚拓と成瀬のツキとスッポンぽん #336,#337（2021年2月7日,14日、パチ・スロ サイトセブンTV）[4]

### ウェブテレビ
- ロンドンハーツABEMA特別編（2022年5月31日、ABEMA）アンケート協力[5]